# اینابا ماساتسوگو
اینابا ماساتسوگو (به ژاپنی: 稲葉 正次)؛ ۱۵۹۱ – ۲۷ ژوئن ۱۶۲۸ میلادی) هاتاموتو در دوره ادو اهل ژاپن بود. پسر ارشد اینابا ماساناری از همسر اولش دختر اینابا شیگه‌میچی بود که زودهنگام درگذشته بود. پس از مرگ همسر اول ماساناری با  کاسوگا نو تسوبونه دایه شوگون توکوگاوا ایه‌میتسو ازدواج کرد. برادر او اینابا ماساکاتسو نام داشت. 